# Apostolisches Vikariat Taytay
Das Apostolische Vikariat Taytay (lat.: Apostolicus Vicariatus Taytayensis) ist ein in Philippinen gelegenes römisch-katholisches Apostolisches Vikariat mit Sitz in Taytay.

## Geschichte
Mit der Apostolischen Konstitution Evangelizandi operi gründete Papst Johannes Paul II. am 13. Mai 2002 das Apostolische Vikariat Taytay und übertrug die dortige Seelsorger den Augustiner-Rekollekten. Das Gebiet des Vikariats umfasst den nördlichen Teil des vormaligen Apostolischen Vikariates Palawan. Erster Apostolischer Vikar von Taytay war seit Gründung des Vikariats bis zu seinem Eintritt in den Ruhestand im November 2018 Edgardo Sarabia Juanich. Ihm folgte im Juni 2021 Broderick Soncuaco Pabillo.